# Markéta Jeřábková
Markéta Jeřábková (n. 8 februarie 1996, în Plzeň) este o handbalistă din Cehia care joacă pentru Ikast Håndbold și echipa națională a Cehiei. Jeřábková, care evoluează pe postul de intermediar stânga, a făcut parte din selecționata Cehiei care a luat parte la Campionatul Mondial din 2017, fiind a doua marcatoare a echipei după Iveta Luzumová, cu 43 de goluri din 101 aruncări.

## Palmares
- Campionatul Cehiei:
  - Câștigătoare: 2015, 2016, 2017

- Eliteserien:
  - Câștigătoare: 2022, 2023

- Cupa Norvegiei:
  - Câștigătoare: 2021

- Liga Campionilor EHF:
  -  Câștigătoare: 2021-2022, 2022-2023